# Ruth Mateu Vinent
Ruth Mateu Vinent (Ciutadella, 26 de febrer de 1976) és una política balear. Entre 2016 i 2017 va ser consellera de Transparència, Cultura i Participació del Govern de les Illes Balears. És llicenciada en dret per la UIB. Va accedir al càrrec després de la dimissió de l'anterior consellera Esperança Camps. Abans havia estat secretària general de Participació, Transparència i Cultura. La primavera del 2017 fou destituïda i Fanny Tur Riera n'assumí el càrrec.